# Kayentavenator
Kayentavenator é um gênero de dinossauro terópode do Jurássico Inferior dos Estados Unidos. Há uma única espécie descrita para o gênero Kayentavenator elysiae.